# Арешт та звинувачення Павла Дурова у Франції
24 серпня 2024 року Павла Дурова, співзасновника месенджера Telegram та соціальної мережі VK, був арештований після приземлення в аеропорту Ле Бурже. Арешт був частиною попереднього розслідування, проведеного Національною судовою поліцією Франції. 28 серпня Дурову було висунуто звинувачення за дванадцятьма пунктами звинувачення, включаючи співучасть у розповсюдженні матеріалів про експлуатацію дітей та торгівлю наркотиками, йому було заборонено виїжджати з Франції та встановлено судовий нагляд.
Арешт генерального директора технологічної платформи через проблеми з модерацією Telegram дослідник політики Університету Торонто Джон Скотт-Рейлтон назвав «безпрецедентним». Це викликало протести та обурення з боку активістів свободи слова та Telegram-каналів проти французького уряду. Арешт також призвів до погіршення французько-російських відносин. Російські дипломати звинуватили французьку владу у відмові надати інформацію про арешт, запропонували заходи щодо повернення Дурова до Росії або Об'єднаних Арабських Еміратів та заявили, що франко-російські відносини «досягли найнижчої точки».
У березні 2025 року Дуров подав запит на зміну умов свого нагляду, і слідчий суддя дозволив Дурову тимчасово залишити Францію. Дуров покинув Францію того ж місяця.

## Передісторія
Павло Дуров — підприємець, відомий як співзасновник і головний виконавчий директор (CEO) месенджеру Telegram, що пропонує наскрізне шифрування в повідомленнях, голосових та відеодзвінках.
У 2018 році Росія застосувала спробу заблокувати Telegram після того, як компанія відмовилася співпрацювати з російськими службами безпеки. Наказ про блокування було скасовано у 2020 році, після того, як Telegram погодився застосувати заходи для «боротьби з тероризмом та екстремізмом» на платформі.
Telegram використовується для приватного спілкування між окремими особами, а також для соціальних мереж із масовими групами та каналами. Він має мінімальні обмеження щодо контенту (заборонені лише заклики до насильства, незаконні форми порнографії та шахрайство) та використовується різними організаціями для вербування та координації. Використання застосунку пов'язують із продемократичними протестами в Білорусі, Росії, Гонконзі та Ірані, а також із поширенням державної пропаганди та насильницької риторики в репресивних режимах, пропагандою екстремістських поглядів та цифровізацією послуг, що надаються державними установами та приватним бізнесом.
Поки Telegram докладав зусиль для заборони незаконного контенту, як каналів про жорстоке поводження з дітьми та протерористичні канали, включаючи партнерство з Європолом для ліквідації присутності ІДІЛ на платформі, у додатку все ще можна знайти спільноти антивакцинаторів, ультралівих, ультраправих та інших екстремістських користувачів. Такий контент зазвичай пов’язують із тим, що Telegram допускає поширення дезінформації на платформі, що Дуров виправдовує словами: «За 20 років керування дискусійними платформами я помітив, що теорії змови лише посилюються щоразу, коли їхній контент видаляють модератори».
Завдяки своїй контент-політиці невтручання та масовому охопленню, Telegram широко використовується екстремістами, пропагандистами та конспірологами, а журналісти VSquare називають його «екосистемою для радикалізації громадської думки». Додаток використовувався раніше ультраправими підбурювачами для координації та проведення антиіммігрантських заворушень і протестів по всій Великій Британії наприкінці липня – на початку серпня після загибелі трьох дітей від ножових поранень на танцювальному класі в Саутпорті. Група захисту прав людини проти расизму «Надія, а не ненависть» назвала Telegram «додатком вибору» для таких ультраправих та антиіммігрантських груп і «вигрібною ямою антисемітського контенту» через явну відсутність модерації та байдужість платформи до спроб обмежити екстремістську риторику та дії.
У серпні 2024 року Politico повідомило, що французька влада видала ордери на арешт Дурова та його брата Миколи у березні. Повідомляється, що Дуров уникав поїздок до Європи через потенційні юридичні ризики, а натомість обрав поїздку до Об'єднаних Арабських Еміратів та Південної Америки.

## Арешт та звинувачення
Арешт відбувся 24 серпня 2024 року в Парижі близько 20:00 за місцевим часом, коли він вийшов зі свого приватного літака на злітно-посадковій смузі аеропорту Париж — Ле-Бурже після завершення рейсу до Франції з Азербайджану, де, як припускають, він зустрівся з Володимиром Путіним — проте джерело, пов'язане з російськими силами безпеки, стверджувало, що Путін відмовився від зустрічі, а на пресконференції речник Кремля Дмитро Пєсков відповів, що Дуров і Путін не зустрічалися. Арешт було здійснено жандармерією повітряного транспорту Франції та слідчими Національного управління з боротьби з шахрайством Франції.
Під час арешту Дурова супроводжували жінка та охоронець. Джерело зазначило, що «можливо, він відчував безкарність», попри те, що, ймовірно, знав про ордер на його арешт у Франції. У повідомленнях також зазначалося, що Дуров був у списку осіб, яких розшукує французька влада, а його арешт був пов'язаний з його відмовою співпрацювати з судовими органами, зокрема з питань, пов'язаних з діяльністю Telegram. Його взяли під варту, і він постав перед судом як громадянин Франції. Хоча спочатку офіційного підтвердження арешту Дурова від французької влади не було, джерело в поліції заявило, що до прибуття Дурова до Парижа французька поліція помітила, що він був у списку пасажирів рейсу, на який було видано ордер на арешт, що призвело до його арешту.
Ордер на арешт було видано спільно з французьким Office of Mineurs, агентством, що займається запобіганням насильству щодо неповнолітніх, та узгоджено з іншими французькими судовими органами. Французька влада стверджує, що Telegram через відсутність модерації та використання одноразових номерів і криптовалют став розсадником шахрайства та іншої злочинної діяльності. Станом на 25 серпня 2024 року Дурова звинуватили у співучасті та недбалості, ⁣ пов'язаній з Telegram, де відбуваються серйозні злочини, включаючи торгівлю наркотиками, сексуальну експлуатацію дітей, відмивання грошей, приховування інформації та шахрайство. Ці звинувачення ускладнювалися зашифрованими повідомленнями, що посилювало звинувачення у співучасті. Якщо Дурова визнають винним, йому може загрожувати до 20 років позбавлення волі.
28 серпня Дурову було висунуто звинувачення за дванадцятьма пунктами звинувачення, включаючи порушення, пов'язані з торгівлею наркотиками, експлуатацією дітей, відмиванням грошей та дев'ятьма іншими злочинами. Того ж дня Дурова було звільнено з-під варти у зв'язку із закінченням максимально допустимого терміну тримання під вартою (96 годин) та взято під судовий нагляд, із зобов'язанням внести заставу в розмірі 5 мільйонів євро, забороною виїзду з Франції та зобов'язанням двічі на тиждень з'являтися до поліцейської дільниці. Водночас Управління у справах неповнолітніх (OFMIN) Центрального управління судової поліції розпочало проти нього розслідування ймовірного «серйозного насильства» щодо однієї з його дітей у Парижі.
У березні 2025 року слідчий суддя задовольнив клопотання Дурова про зміну умов його нагляду та дозволив йому тимчасово залишити Францію на «кілька тижнів». 15 березня 2025 року Дуров з дозволу влади виїхав з Франції.

## Аналіз ситуації
Редактор відділу технологій газети Guardian Алекс Герн повідомив, що деякі люди побоюються, що арешт може призвести до того, що інші платформи, месенджери та соціальні мережі вирішать «надмірно модерувати та цензурувати», щоб запобігти арешту та пред'явленню звинувачень своїм співробітникам чи керівникам у ситуації, подібній до ситуації з Дуровим. Деякі люди також вважали, що арешт розширить впровадження наскрізного шифрування, що ускладнить для державних органів влади та розвідувальних служб розкриття приватної та конфіденційної інформації.

## Реакція

### Telegram
Telegram опублікував офіційну заяву після арешту свого генерального директора: «Telegram дотримується законів ЄС, включаючи Закон про цифрові послуги – його модерація відповідає галузевим стандартам і постійно вдосконалюється». [...] Генеральному директору Telegram Павлу Дурову нема чого приховувати, і він часто подорожує Європою. Абсурдно стверджувати, що платформа або її власник несуть відповідальність за зловживання цією платформою. Ми очікуємо на швидке вирішення цієї ситуації.".
Повідомляється, що Telegram посилює модерацію в результаті арешту

### Франція
26 серпня 2024 року президент Франції Еммануель Макрон заявив, що для арешту Дурова «немає політичних мотивів», і назвав будь-які заяви про протилежне «неправдивою інформацією». Заяви Макрона стали першим офіційним прямим визнанням арешту Дурова від французького чиновника. Макрон також сказав, що «Франція понад усе віддана свободі слова та комунікації, інноваціям та підприємництву». «У державі, що керується верховенством права, у соціальних мережах, як і в реальному житті, свободи здійснюються в рамках, встановлених законом, для захисту громадян та поваги до їхніх основних прав».

### Росія

#### Офіційна відповідь уряду
Колишній президент Росії Дмитро Медведєв заявив, що, на його думку, Дуров «прорахувався», намагаючись покинути Росію та думаючи, що поліція та спецслужби інших країн будуть більш поблажливими до його дій.
Російська політикиня Марія Бутіна, яку в США засудили за діяльність як незареєстрованого іноземного агента, назвала Дурова «політичним в'язнем – жертвою полювання на відьом з боку Заходу» та стверджувала, що його арешт французькою та європейською владою означає, що «свобода слова в Європі мертва». Вона також заявила, що арешт Дурова здійснений західним світом, щоб використати Дурова як заручника для «шантажу Росії» та «всіх користувачів Telegram» з метою захоплення контролю над платформою Telegram та блокування російських мереж та поглядів від західної аудиторії.

#### Французько-російські відносини
Російський міжнародний представник Михайло Ульянов та низка інших російських політиків одразу заявили, що Франція діє так, як це робить диктатура. Ульянов написав у своєму профілі Twitter/X: «Деякі наївні люди досі не розуміють, що якщо вони грають більш-менш помітну роль у міжнародному інформаційному просторі, то їм небезпечно відвідувати країни, які рухаються до набагато більш тоталітарних суспільств». Журналісти Reuters відзначили, що ці заяви разюче схожі на критику, з якою російський уряд зіткнувся у 2018 році, намагаючись заборонити Telegram.
Міністерство закордонних справ Росії повідомило, що посольство Росії у Франції вжило заходів для з'ясування обставин затримання Дурова. Російське посольство заявило, що станом на 25 серпня 2024 року Франція «уникала взаємодії» щодо обставин та причин арешту Дурова, і що посольство розпочало переговори з адвокатом Дурова.
Російські законодавці, включаючи віцеспікера Держдуми Владислава Даванкова, звинуватили французьку владу в арешті Дурова з політичною метою та для отримання конфіденційної інформації від користувачів Telegram у приватних чатах та каналах. Він закликав усіх громадян Росії видалити всі приватні листування та особисту інформацію на платформі, щоб західна влада не могла її використовувати. Він також запропонував, що якщо Франція відмовиться звільнити його з-під варти, Росія повинна докласти «всіх зусиль» для його переміщення до Об’єднаних Арабських Еміратів або Росії, залежно від його побажань.
27 серпня міністр закордонних справ Росії Сергій Лавров заявив, що двосторонні відносини між Францією та Росією «досягли найнижчої точки» в результаті арешту та тривалого утримання Дурова під вартою.

#### Звинувачення у західному шпигунстві
Російська газета «Независимая газета» висловила побоювання щодо можливості використання Францією арешту для розслідування приватних повідомлень та їх передачі оборонним організаціям, таким як НАТО. Газета «Московський комсомолець» висловила побоювання, що «західні розвідувальні служби можуть отримати ключі шифрування месенджера» і що «Telegram може стати інструментом НАТО», якщо французька прокуратура та державні правоохоронні органи змусять Дурова розшифрувати чати, які «містять величезну кількість життєво важливої стратегічної інформації», щоб французькі та європейські розвідувальні служби могли їх використати. Також зазначалося, що французька влада може примусово закрити платформу і таким чином перервати значну частину комунікацій та архівних планів, що використовуються російською армією, перешкоджаючи їй планувати та координувати операції.

#### Громадські реакції
Після арешту та затримання Дурова російсько-американський викривач Едвард Сноуден опублікував кілька публічних заяв, у яких рішуче засудив дії французьких прокурорів:
 
Іван Жданов, директор Фонду боротьби з корупцією Навального, заявив, що «звинувачення у торгівлі наркотиками, педофілії та шахрайстві виглядають слабкими. Це свідчить про те, що його арешт дійсно пов'язаний з його відмовою співпрацювати з владою». Багато російських та проросійських громадських діячів рішуче засудили арешт, а кілька проросійських блогерів закликали до публічних протестів та демонстрацій на знак солідарності з Дуровим та проти урядів Франції та Європейського Союзу.
Більшість цих протестів проводилися індивідуально, щоб уникнути дії російського закону, який забороняє несанкціоновані групові протести та передбачає покарання у вигляді п'ятнадцяти днів ув'язнення або штрафу за перше порушення. Серед них протестувальники пройшли демонстрацію перед посольством Франції в Росії в Москві, розмістивши навколо будівлі паперові літачки із зображенням логотипа Telegram. Один із протестувальників, який тримав плакат із закликом до Франції «не йти слідами Путіна» щодо його обмежень свободи слова, був затриманий російськими поліціянтами.

### Об'єднані Арабські Емірати
Міністерство закордонних справ ОАЕ опублікувало заяву, в якій йдеться про те, що воно «уважно стежить» за справою громадянина Еміратів Павла Дурова та «звернулося до уряду Франції з проханням терміново надати йому всі консульські послуги».

### Інші
Голова X Ілон Маск пожартував: «У Європі 2030 рік, а вас страчують за те, що ви поставили лайк мему». Американський підприємець та інвестор Баладжі Срінівасан написав у Твіттері, що «злочин» Павла Дурова, видно, «полягає у сприянні свободі слова в Інтернеті». Англо-американський підприємець Пол Грем, один із засновників стартап-акселератора Y Combinator, написав у Твіттері: «Важко уявити країну, яка одночасно заарештує засновника Telegram і є великим центром стартапів». Генеральний директор Rumble Кріс Павловскі написав у Твіттері: «Франція погрожувала Rumble, і тепер вони перетнули червону межу, заарештувавши генерального директора Telegram Павла Дурова, нібито за те, що він не цензурував слова. Rumble не потерпить такої поведінки та використовуватиме всі доступні законні засоби для захисту свободи слова, універсального права людини».
Такер Карлсон, американський політичний коментатор правого спрямування, висловився на своїй сторінці в соціальних мережах X щодо арешту Павла Дурова, заявивши, що ця подія ілюструє загрозу свободі слова в сучасному світі. Карлсон зазначив, що Дуров був змушений покинути Росію через тиск з боку влади, і стверджував, що його арешт у Франції був спробою західних держав обмежити незалежні платформи, такі як Telegram, через його заяви про відмову цензурувати інформацію заради урядів та спецслужб.
Український кінорежисер і продюсер Олександр Роднянський заявив, що «арешт Дурова – це подарунок Володимиру Путіну», який, за його словами, може вказати на арешт, щоб продемонструвати брак свободи слова в західних країнах.
Наталя Крапіва, юрист американської групи з цифрових прав Access Now, заявила, що французька влада може спробувати змусити Дурова надати ключі шифрування Telegram для розшифрування приватних повідомлень, «що Росія вже намагалася зробити в минулому».
Віцепрем'єр-міністр Італії від партії «Ліга» Маттео Сальвіні заявив у публічній заяві, опублікованій у Facebook: «У Європі ми зараз перебуваємо під цензурою... Хай живе свобода думки та слова. Хто буде наступним, кому заткнуть рота? Великий (і незручний) Ілон Маск?».
Джон Скотт-Рейлтон, старший науковий співробітник Citizen Lab при Університеті Торонто, заявив, що арешт генерального директора широко поширеної платформи урядом через проблеми, пов'язані з модерацією платформи, був «безпрецедентним», уточнивши, що «арешти співробітників великих платформ через модерацію та доступ трапляються рідко».